# Púdzsa (hinduizmus)

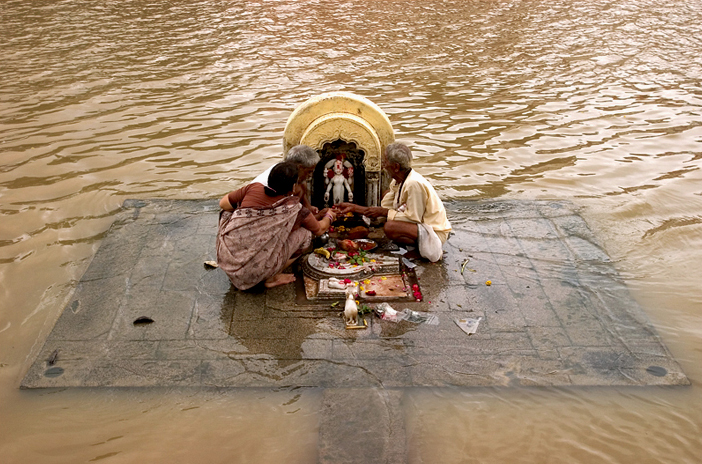
Hívők rituális felajánlást mutatnak be egy istenszobornál, a folyó partján

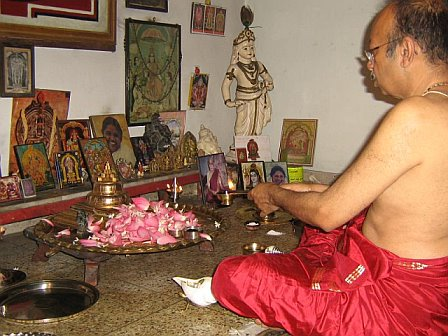
Púdzsa a házi szentélynél az indiai Keralában

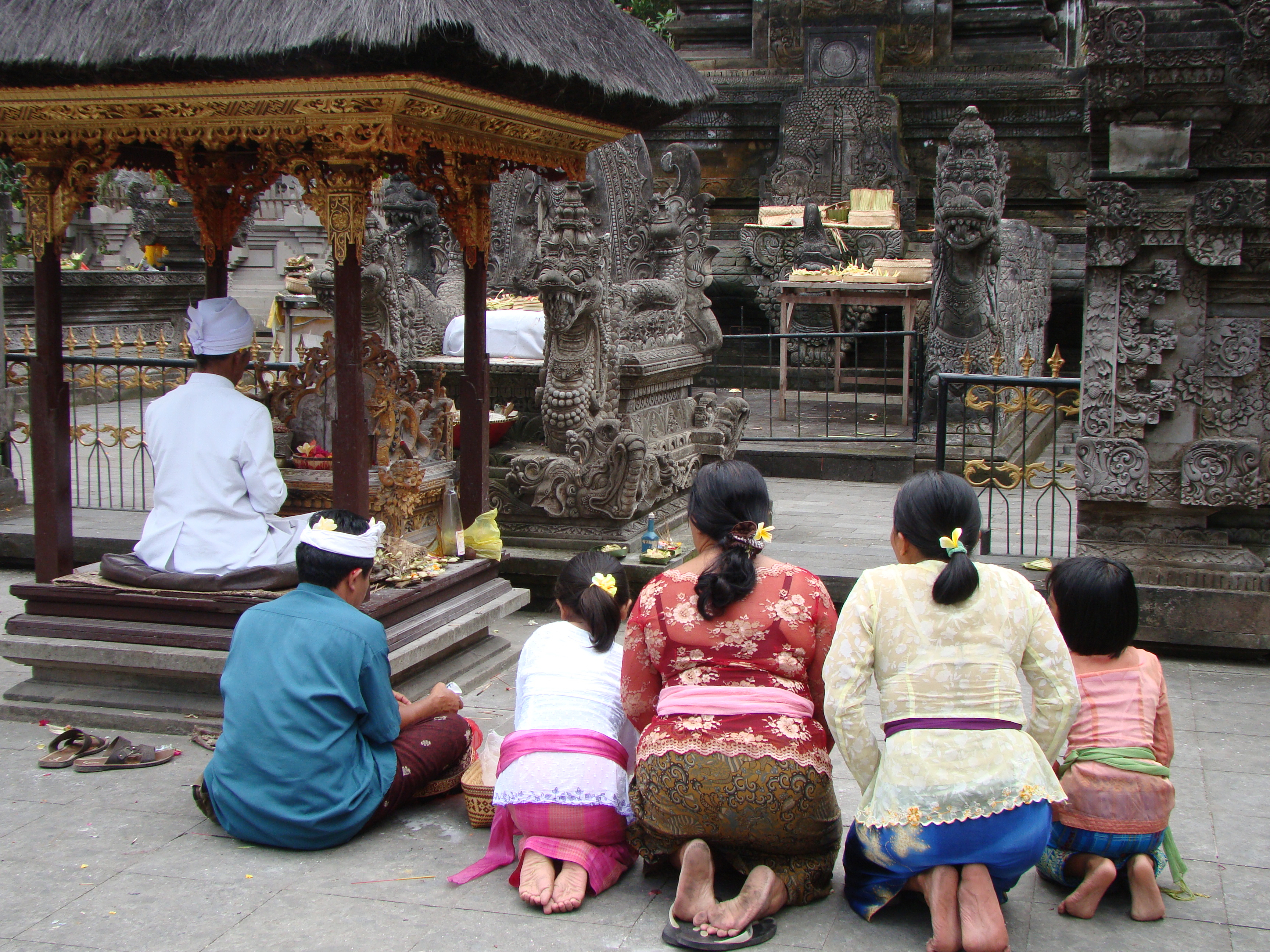
Hindu vallásúak púdzsa szertartáson Bali szigetén

A púdzsa (szanszkrit: पूजा, pūdzsā, angol: puja) szó jelentése imádat, dicsőítés. A hinduizmusban végzett vallási gyakorlat, egy vagy több isten-istenség felé irányuló istentisztelet vagy rituálé. A púdzsá rituáléja megtalálható a buddhizmusban, a dzsainizmusban és a szikh vallásban is, más-más módon.
Maga a szó a korai dravida virág + ajánlás szóból származhat. A virágok a hinduizmusban jobb áldozatok, mert így nem kell állatot ölni. Minden bizonnyal a púdzsa rituáléja a legelterjedtebb hindu gyakorlat, ahogyan a hinduk áldozatokkal és ajándékokkal fordulnak az istenekhez és istennőkhöz, mintha látogatókként és vendégekként tisztelnék őket. A púdzsában nyilvánvaló, hogy az istenség jelen van az istenimádó előtt a képmásban, és a kezdő szertartások közül soknak az a célja, hogy az istenséget leszállítsák a képmásba. Az avatára egyik formája az arcavatára, Visnu leszállása a faragott templomi képmásba, kő (mula) vagy fém (utsava-vigraha) formájában.
A hindu istentisztelet magva a meditáció, a nyugalmas elmélyedés. A hinduizmusban nincsen közös istentisztelet olyan értelemben, mint a kereszténységben. A templomok (lásd hindu templom) „píthák”, misztikus szellemi erőközpontok, az áldozatok és szertartások helyei, de a hívők a maguk módján, egyénenként kapcsolódnak be a hely szent áramkörébe. A szertartások a szellemi koncentrációra szolgálnak. Mindennél fontosabb eszköz erre a jelképek, képes ábrázolások tisztelete, a múrti-púdzsa. Ez a hinduizmusnak az a része, amelyet a nyugati bírálók félreértenek és bálványimádásnak tartják. A Szanátana Dharma („az örök törvény”) sokrétű útjai közt mindenesetre megvan a legkezdetlegesebb szemléletnek megfelelő istentiszteleti forma is, s ez csakugyan határos a bálványimádással, mert a tamasz-jellegű alacsony értelem az isteni erőket azonosítja azok durva-fizikai megjelenítésével. De alig akad olyan hindu, aki magát a képet vagy szobrot imádná. A hindu képtisztelet rendkívül hasonlít a képtisztelet katolikus felfogásához. Segédeszközt lát az istentisztelet egyéb külsőségeiben, amelyek a szellem legfogékonyabbb funkcióján, a képzeleten át hatnak és az átélést segítik.
A púdzsa (istentisztelet) a látható szimbólumokkal kapcsolatosan három tevékenységet ölel fel. Ezek:
- dhjána, a jelképek külső szemléletéből fakadó benső meglátás és átélés
- sztuti, a dicsőítő ének, himnusz, amely Isten (Ísvara) megnyilvánuló mivoltának attribútumaira vonatkozik
- dzsapa, az ima, amely Isten nevét invokálja és az érzés áramát mintegy mozgásban tartja a hívőben

Az igazi púdzsában ez a három tevékenység a szellemi elmélyedésbe olvad, a meditációba, mely legmagasabb fokán a szamádhi elragadtatásába torkol.
A vallási életben sokkal fontosabb szerep jut az otthoni vallásgyakorlatnak, az egyéni istentiszteletnek. 
A bráhmanok a mindennapi púdzsát a házi oltárnál vagy az erre a célra elkülönített házi szentélyükben végzik el, amikor is a családfő a család védőistenéhez imádkozik, miután tiszteletüket tették a múrtinak (az istenszobornak). A púdzsa során virágfüzért tesznek a múrti nyakába, füstölőket és mécseseket gyújtanak és mantrát recitálnak. Az erre a rituáléra elkülönített házi szentélyt más célra sohasem használják fel. A magasabb kaszthoz tartozó hinduk házi bráhmant (puróhita) tartanak, aki a mindennapos púdzsájukat vezeti. Az istenségnek különböző dolgokat kínálhatnak fel: illatos kenetet, ruhát, ételt, virágot stb. Amikor a hívő felkínálja az ajándékát, allegorikusan az abban jelképezett magas transzcendenciának ajánlja vászanáit (karmikus hatásait).
 
A púdzsát bárhol elvégezhetik, a házi szentélyben vagy oltárnál, a templomban, vagy akár a természetben. A hozzá tartozó rituálék:
- a mantra
- a hívő lábának megmosása
- az arc és a kezek megmosása, a száj kiöblítése
- füstölők és gyertyák égetése
- az istenség lábának szimbolikus megmosása
- virágfüzér a múrti nyakába, illetve felöltöztetése
- ajándék felajánlása
- a hívők leborulása
- az istenség vagy szentély körbejárása

A púdzsa elemzésében három alapvető elemet azonosíthatunk:
- megtisztulás

az istenség előtti tisztaság szükségessége – ezért van víz gyakran az istenimádat helyéhez közel
- leborulás

az istenség előtti leborulás (pranam), megtisztelve számos kísérő aktussal
- étel megosztása (praszáda)

a felajánlott ételt spirituális értelemben az istenség fogyasztja el, ami közben hatalommal és kegyelemmel telítődik: ezután praszáda-ként visszakapja az istenimádó, és az étel elfogyasztásával egyesül az istenséggel.

## Hangfelvételek
Púdzsá - női ének

Probléma esetén lásd:Médiafájlok kezelése.
Guru Stotram

Probléma esetén lásd:Médiafájlok kezelése.

## Fordítás
- Ez a szócikk részben vagy egészben  a   Puja (Hinduismus) című német Wikipédia-szócikk fordításán alapul.  Az eredeti cikk szerkesztőit annak laptörténete sorolja fel. Ez a jelzés csupán a megfogalmazás eredetét és a szerzői jogokat jelzi, nem szolgál a cikkben szereplő információk forrásmegjelöléseként.